# Un atracament de cinc estrelles
Un atracament de cinc estrelles  (títol original: Cool Money) és un telefilm estatunidenc dirigit per Gary Burns i difós l'any 2005. Ha estat doblat al català.

## Argument
Bobby Comfort (James Marsters) era un lladre, abans d'escapar-se de la presó i ??disculpar-se de totes les càrregues que pesaven contra ell.
Creu llavors haver acabat amb la vida de criminal, però de tornada a casa seva amb la seva dona i la seva filla, s'adona que aquest estil de vida domèstica no el satisfà. Quan reapareix Sammy Nalo (John Cassini), el seu antic company, es posen a saquejar hotels de Nova York.

## Repartiment
- James Marsters: Bobby Comfort
- John Cassini: Sammy Nalo
- Larry Manetti: detectiu Ed O'Connor
- Wayne Robson: Doc
- Robin Brûlé: Stephanie Comfort
- Jason Schombing: Phil Parris
- Margot Kidder: Peggy Comfort